# Liste der Monuments historiques in Saulon-la-Chapelle
Die Liste der Monuments historiques in Saulon-la-Chapelle führt die Monuments historiques in der französischen Gemeinde Saulon-la-Chapelle auf.

## Liste der Objekte
| Bezeichnung                 | Beschreibung                                                            | Standort                          | Kennzeichnung | Schutzstatus | Datum | Bild |
| --------------------------- | ----------------------------------------------------------------------- | --------------------------------- | ------------- | ------------ | ----- | ---- |
| Kirchenfenster              | Buntglas, erste Hälfte des 16. Jahrhunderts, 1903 ergänzt               | in der Kirche St-Sébastien (Lage) | PM21002153    | Classé       | 1976  |      |
| Skulptur Heiliger Cäsarius  | Holz, farbig gefasst, 16. Jahrhundert                                   | in der Kirche St-Sébastien (Lage) | PM21002154    | Classé       | 1978  |      |
| Tabernakel                  | Holz, vergoldet, 1700                                                   | in der Kirche St-Sébastien (Lage) | PM21003700    | Inscrit      | 1976  |      |
| Skulptur Heiliger Vinzenz   | Aufsatz eines Prozessionsstabs; Holz, farbig gefasst, 18. Jahrhundert   | in der Kirche St-Sébastien (Lage) | PM21003702    | Inscrit      | 1976  |      |
| Skulptur Heiliger Sebastian | Aufsatz eines Prozessionsstabs; Holz, Stuck, vergoldet, 18. Jahrhundert | in der Kirche St-Sébastien (Lage) | PM21003701    | Inscrit      | 1976  |      |
| Zwei Reliquienbüsten        | Holz, farbig gefasst, 18. Jahrhundert                                   | in der Kirche St-Sébastien (Lage) | PM21003703    | Inscrit      | 1976  |      |